# Bodzanowice
Bodzanowice is een plaats in het Poolse district  Oleski, woiwodschap Opole. De plaats maakt deel uit van de gemeente Olesno en telt 1080 inwoners.

## Geboren in Bodzanowice
- Helmuth von Pannwitz, (1898-1947) Duitse generaal